# Fiano di Avellino
Fiano di Avellino ist ein italienisches Weinbaugebiet in der Region Kampanien. Der gleichnamige Weißwein aus der Provinz Avellino bekam 1978 den Status einer „kontrollierten Herkunftsbezeichnung“ („Denominazione di origine controllata“ – DOC) und genießt seit dem 18. Juli 2003 den Status einer DOCG. Auf dem Etikett darf auch noch der alte Name der Region Apianum vermerkt sein.
Der Weißwein sollte jung, d. h. innerhalb der ersten 8–12 Monate getrunken werden. 

## Anbau
Folgende 25 Gemeinden sind zum Anbau von Fiano di Avellino zugelassen:
Aiello del Sabato, Atripalda, Avellino, Candida, Capriglia Irpina, Cesinali, Contrada, Forino, Grottolella, Lapio, Manocalzati, Mercogliano, Montefalcione, Monteforte Irpino, Montefredane, Ospedaletto d’Alpinolo, Parolise, Pratola Serra, Salza Irpina, San Michele di Serino, San Potito Ultra, Sant’Angelo a Scala, Santa Lucia di Serino, Santo Stefano del Sole, Sorbo Serpico und Summonte. Alle Gemeinden liegen in der Provinz Avellino.
Im Jahr 2016 wurden von 394 Hektar Rebfläche 16.511 Hektoliter DOCG-Wein erzeugt.

## Herstellung
Der Wein wird aus folgenden Rebsorten hergestellt:
- Fiano Anteil zwischen 85 und 100 %
- Höchstens 15 % andere weiße Rebsorten (Greco Bianco, Coda di Volpe und/oder Trebbiano Toscano) dürfen einzeln oder gemeinsam zugesetzt werden.

## Eigenschaften
Laut Denomination (Auszug):
- Farbe: mehr oder weniger intensives Strohgelb
- Geruch: angenehm, intensiv, fein, charakteristisch
- Geschmack: frisch, harmonisch
- Alkoholgehalt: mindestens 11,5 Vol.-%
- Säuregehalt: mind. 5,0 g/l
- Trockenextrakt: mind. 16,0 g/l[1]